# NDM-1腸道菌感染症
NDM-1腸道菌感染症（英語：New Delhi metallo-beta-lactamase 1 Enterobacteriaceae），又稱多重抗藥性腸道菌感染症，是一種法定傳染病。由帶著可產生NDM-1酶基因的大腸桿菌與克雷伯氏肺炎桿菌所引起的疾病，特徵是對碳青黴烯類抗生素（carbapenem）等β-内酰胺类抗生素（Beta-lactam antibiotic）出現抗藥性。
它最早在印度新德里被報導，目前逐步流行到巴基斯坦、香港及日本等地區，台灣於2010年10月4日證實一宗境外移入病例。主要傳染的方式為院內感染。

## 症狀
它的判斷標準為，當病人有發燒、小便疼痛等症狀，且曾經在醫院中接受過外科手術，或醫生懷疑病患可能接觸過傳染源，只要臨床檢體分離出腸道菌具碳青黴烯類抗生素抗藥性，就會被定義為NDM-1腸道菌感染症。當病患接觸到腸胃道帶菌之後，在免疫力低，或有手術傷口時，就有可能發病，症狀依感染部位而異。
在正常病患身上發生NDM-1腸道菌感染症，症狀通常不嚴重。但是如果病患因為免疫力低落、幼年、年老、嚴重外傷或身體狀況不佳時，因而併發肺炎、敗血症，則有可能致死。

## 治療方法
目前替加環素（Tygacil）及克痢黴素（Colistin）等極少數最後一線抗生素對它仍然有療效，此外就只能依靠病人本身的免疫系統來自我痊癒。